# Indre tyske grænse
Den indre tyske grænse (tysk: innerdeutsche Grenze eller deutsch-deutsche Grenze, oprindeligt også Zonengrenze) var grænsen mellem den Tyske Demokratiske Republik (DDR, Østtyskland) og Forbundsrepublikken Tyskland (BRD, Vesttyskland) 1949-1990. Grænsen var 1.393 kilometer lang og løb fra Østersøen til Tjekkoslovakiet, ikke medregnet den lignende, men fysisk adskilte Berlinmur.
Grænsen blev formelt oprettet den 1. juli 1945 som grænsen mellem de vestlige og sovjetiske besættelseszoner af det tidligere Nazi-tyskland. På den østlige side blev den gjort til en af verdens stærkest befæstede grænser, som udgjordes af en kontinuerlig linje af høje metalhegn og mure, pigtråd, alarmer, anti-køretøjsgrøfter, vagttårne, automatiske fælder og minefelter. Den blev patruljeret af 50.000 bevæbnede DDR vagter, som stod overfor titusinder af vesttyske, britiske og amerikanske vagter og soldater. I baglandet bag grænsen var der mere end en million NATO- og Warszawapagt-tropper.
Grænsen var en fysisk manifestation af Winston Churchills metaforiske jerntæppe, der adskilte de sovjetiske og vestlige blokke under Den kolde krig. Den markerede grænsen mellem to ideologiske systemer - demokratisk kapitalisme og et-parti kommunisme. Fæstningsværkerne blev bygget af Østtyskland i faser fra 1952 til slutningen af 1980'erne, for at stoppe den storstilede emigration af østtyske borgere til Vesten, hvoraf omkring 1.000 siges at være døde under forsøg på at krydse grænsen i løbet af dens 45-årige eksistens. Den forårsagede udbredte økonomiske og sociale forstyrrelser på begge sider; østtyskere, der boede i regionen blev især ramt af drakoniske restriktioner.
Den bedre kendte Berlinmur var en fysisk adskilt, mindre omfattende, og meget kortere grænsebarriere omkring Vestberlin, mere end 155 kilometer øst for den indre tyske grænse. (Berlin blevet tilsvarende delt mellem de fire magter efter Anden Verdenskrig, trods det at hele byen var i den sovjetiske zone, således at der skabes en enklave af kapitalisme omgivet af det kommunistiske øst). Den 9. november 1989 annoncerede den østtyske regering åbningen af Berlinmuren og den indre tyske grænse. I løbet af de følgende dage strømmede millioner af østtyskere til Vesten på besøg. Hundredtusinder flyttede permanent til Vesten i de følgende måneder, efterhånden som flere grænseovergange blev åbnet, og bånd mellem lokalsamfund, som havde været splittet længe, blev genetableret, da grænsekontrollen blev reduceret til en overfladisk formalitet. Den indre tyske grænse blev først helt opgivet den 1. juli 1990, nøjagtig 45 år på dagen siden sin oprettelse, og kun tre måneder før Tysklands genforening formelt sluttede Tysklands deling.
Der er ikke meget tilbage af befæstningerne langs den indre tyske grænse. Dens rute er blevet erklæret som en del af et "europæisk grønt bælte", som forbinder nationalparker og naturreservater langs det gamle jerntæppes rute fra Polarcirklen til Sortehavet. Museer og mindesmærker langs den gamle grænse markerer delingen og genforeningen af Tyskland og nogle steder er elementer af fæstningsværker bevaret.[kilde mangler]
52°24′N 12°30′Ø / 52.4°N 12.5°Ø